# DOPA
Dopa
La 3,4-dihydroxyphénylalanine (en abrégé, DOPA ou dopa) est une substance intermédiaire dans la synthèse des catécholamines. Elle possède deux isomères optiques, la L-DOPA ou L-dopa (ou lévodopa, dénomination pharmacologique internationale), lévogyre, et la D-DOPA ou D-dopa, dextrogyre.
La L-DOPA est la forme stéréo-isomérique lévogyre métabolisable par l'organisme. Sa décarboxylation par la DOPA-décarboxylase produit la dopamine.
La L-DOPA est capable de franchir la barrière hémato-encéphalique. C'est une substance qui est utilisée dans le traitement de la maladie de Parkinson en augmentant le taux de dopamine.

## Dans la maladie de Parkinson
La L-DOPA s'avère supérieure aux agonistes de la dopamine dans le contrôle des symptômes, avec toutefois plus de complications motrices. Elle freine l'évolution de la maladie et améliore très légèrement l'autonomie du patient (par rapport aux agonistes de la dopamine).
La L-DOPA reste le traitement de choix chez la personne âgée, surtout en cas de troubles cognitifs débutants, ces derniers pouvant constituer une contre-indication aux autres médicaments antiparkinsoniens.
L'éradication d'Helicobacter pylori améliorerait les résultats du traitement par la lévodopa, ce germe pouvant contribuer à la survenue de la maladie de Parkinson.

## Mode d'administration
Elle se fait par voie orale, en trois prises durant les repas dans le traitement initial. Les doses sont augmentées progressivement et le nombre de prises peut atteindre cinq.

## Effets secondaires
Les dyskinésies apparaissent dans près de 40 % des cas après quelques années de traitement. Ces effets secondaires sont dépendants des dosages et sont plus fréquents lorsque la maladie de parkinson survient chez un sujet jeune.
Des troubles impulsifs sont décrits dans un peu plus de 10 % des patients traités: addiction aux jeux, achats compulsifs...
Il existe un risque de survenue de glaucome chez les patients ayant un angle irido-cornéen fermé. Une asthénie et des nausées sont décrites.
Chez la femme enceinte, il ne semble pas exister un risque augmenté de malformation fœtale.

## Microbiote intestinal
En outre sa métabolisation périphérique au niveau des entérocytes et hépatocytes principalement responsable de la majeure partie de la biodisponibilité de la L-DOPA, il est connu depuis les années 1970 que la L-DOPA est aussi métabolisée au niveau du microbiote intestinal. Lorsque Marshall et Warren reçoivent un prix Nobel en 2005 pour la découverte d’Helicobacter pylori dans les ulcères de l’estomac, dites alors « infectieuses », la quadrithérapie résultante : amoxicilline, clarithromycine, métronidazole et oméprazole ont vu chez les patients Parkinsoniens traités à la L-DOPA leurs dyskinésies fortement augmentées, traduisant par conséquent un surdosage sanguin de la L-DOPA pour une même quantité administrée. Ces données cliniques montraient alors une corrélation entre la prise de divers antibiotiques par voie orale et une pharmacocinétique différente de la L-DOPA, laissant par conséquent déduire que le microbiote intestinal a un impact non négligeable sur la pharmacocinétique de ce médicament. Une autre équipe de chercheurs a montré que, dans un premier temps, la L-DOPA est décarboxylée par une tyrosine décarboxylase dépendante du phosphate de pyridoxal appartenant à Enterococcus faecalis. Par la suite, des souches de Eggerthella lenta peuvent déshydroxyler, par une dopamine déshydroxylase dépendante du molybdène, la dopamine pour former de la m-tyramine (qui n'est pas connue pour avoir de conséquence biologique). En outre, l’équipe de chercheurs a soulevé la question : la carbidopa permet-elle d’inhiber la tyrosine décarboxylase d’E. faecalis en plus de la DOPA carboxylase humaine ? Leurs résultats semblent montrer que non. Ainsi, cela peut montrer que l’utilisation de la carbidopa peut ne pas nécessairement modifier les variations pharmacocinétiques intra et interindividuelles de la L-DOPA chez les patients Parkinsoniens. Cependant ces mêmes chercheurs ont toutefois identifié un dérivé de la tyrosine pouvant inhiber la tyrosine décarboxylase d’E. faecalis  : la (S)-α-Fluoromethyltyrosine.

## Divers
Elle fait partie de la liste des médicaments essentiels de l'Organisation mondiale de la santé (liste mise à jour en avril 2013).
Elle reste le traitement antiparkinsonien le moins cher.